# جيري هانلون
جيري هانلون (بالإنجليزية: Jerry Hanlon)‏ هو مدرب رياضي أمريكي، ولد في 1931.